# 杜受廉
杜受廉（？年—？年），號師竹，山東武定府濱州人，由道光丁酉科拔貢，順天庚子鄉試挑取謄錄，議敘雙月間選教諭，於咸豐元年保舉孝廉方正，恭應保和殿御試欽取第三名，吏部帶領引見以知縣用分發四川，同治三年六月署四川順慶府岳池縣知縣。是一位政治人物，明清時曾在四川順慶府岳池縣（位於今四川東北部，武周萬歲通天二年分南充、相如二縣置，是一個千年古縣）擔任官吏。